# صندلی زانویی

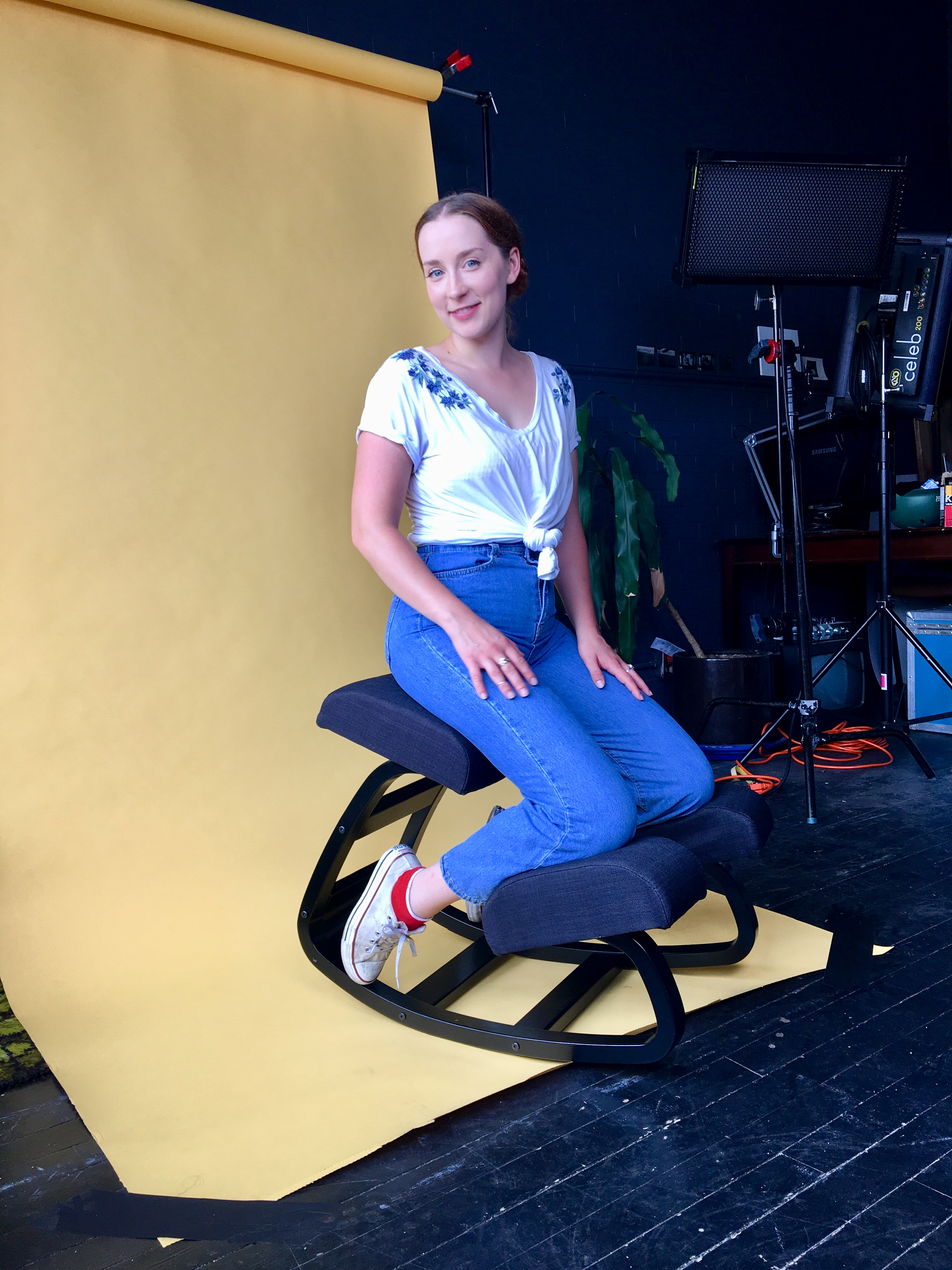
زنی نشسته بر روی صندلی زانویی گهواره‌ای

صندلی زانویی (به انگلیسی: Kneeling Chair) صندلی زانویی نوعی صندلی برای نشستن در وضعیتی است که ران‌ها از حالت عمودی به زاویه حدود ۶۰ تا ۷۰ درجه پایین می‌آیند (در مقابل ۹۰ درجه هنگام نشستن روی صندلی معمولی)، با تحمل مقداری از وزن بدن توسط ساق‌پاها.